# Blended
Blended (conocida como Luna de miel en familia en Hispanoamérica, y Juntos y Revueltos en España) es una película de comedia romántica estadounidense de 2014 dirigida por Frank Coraci y distribuida por Warner Bros. Fue escrita por Ivan Menchell y Clare Sera. Su historia sigue a Jim y Lauren, dos padres solteros que tuvieron una cita a ciegas juntos y no quisieron volver a verse después. Para su sorpresa, ambos terminan en el mismo resort de safari africano con sus hijos y se ven obligados a permanecer juntos. Está protagonizada por Adam Sandler y Drew Barrymore, con un reparto coral formado por Bella Thorne, Emma Fuhrmann, Terry Crews, Joel McHale, Wendi McLendon-Covey, Kevin Nealon y Shaquille O'Neal. El jugador de cricket sudafricano Dale Steyn hace un cameo como él mismo.
La película fue producida por Adam Sandler, Jack Giarraputo y Mike Karz y se estrenó el 23 de mayo de 2014. Recaudó $14.3 millones durante su primer fin de semana y $128 millones en todo el mundo, contra un presupuesto de $ 40 millones. La película recibió críticas generalmente negativas y tiene un índice de aprobación del 14% basado en 137 votos en Rotten Tomatoes. Esta es la tercera colaboración entre Sandler y Barrymore después de The Wedding Singer (también dirigida por Coraci) y 50 First Dates.

## Argumento
La divorciada Lauren Reynolds tiene una cita a ciegas con el viudo Jim Friedman en Hooters; la cual termina mal. Lauren habla con su amiga Jen sobre la experiencia. Jim habla de su cita con su compañero de trabajo. Ambos coinciden en las discusiones separadas en que las cosas podrían haber ido mejor.
Lauren y Jim se encuentran mientras hacían recados en la farmacia y el cajero cambia por error sus tarjetas de crédito. Jim va a la casa de Lauren para devolver las tarjetas de crédito. Jen está en la casa de Lauren y ha roto con su novio Dick, el jefe de Jim, aunque ella y Dick ya habían pagado un viaje a África. Lauren se compromete a utilizar la parte del paquete de vacaciones de Jen sin saber que Jim también tiene la intención de utilizar Dick's y que el alojamiento en el hotel es para una suite romántica.
Las familias se juntan para una "luna familiar mixta", donde se juntan con otras parejas, incluidos Eddy y Ginger, que tienen exceso de sexo. La nueva novia de Eddy es bastante joven, para disgusto de su hijo adolescente Jake, por quien la hija mayor de Jim, Hilary, se enamora a primera vista.
Los niños se dan una impresión incómoda entre ellos, con Brendan llamando a su mamá "caliente" y los demás sin saber cómo reaccionar ante Espn actuando como si su mamá estuviera allí con ella, ya que ella no está lista para dejarla ir todavía. Con el tiempo, los niños comienzan a vincularse entre sí y con los padres del otro.
Jim se une a los chicos, ayudándolos con los deportes de aventura, mientras que Lauren se une a las chicas, ayudando a Hilary a cambiar su aspecto marimacho por uno más femenino, lo que lleva a Jake a convertirse en su novio.
A medida que se acercan a sus hijos, Jim y Lauren comienzan a acercarse el uno al otro. Sin darse cuenta, se juntan para un masaje en pareja y se divierten entre ellos. Cuando Lou le pide a Lauren que la lleve a la cama, Lauren le canta "Over the Rainbow", que, sin saberlo ella, era la canción que solía cantar la madre de Lou. Las otras chicas fingen dormir, mientras se dan cuenta de cuánto realmente aman a Lauren. Ella devuelve este sentimiento cuando maternalmente besa la frente de cada niña mientras les dice buenas noches. Jim comienza a darse cuenta de la profundidad de sus sentimientos por Lauren.
En la última noche del viaje, Lauren se pone un hermoso vestido negro que admiraba antes. Ella lo usa esa noche y recibe la admiración de todos. Jim y Lauren se sientan para una cena romántica, que Lauren pronto descubre que en realidad fue planeada por Jim específicamente para ella. Charlan brevemente sobre las técnicas básicas de crianza y luego se acercan para besarse; sin embargo, en el último segundo, Jim se aleja, se disculpa y explica que "no puede hacerlo".
Después de regresar a Estados Unidos, Jim se da cuenta de que extraña a Lauren y de que se ha enamorado de ella, lo que confiesa a sus hijas que están extasiadas con la noticia. Aunque Espn no está completamente lista para seguir adelante con el fallecimiento de su madre, tampoco quiere que su familia pierda a Lauren. Ella comienza a seguir adelante diciéndole a su papá que su mamá dijo que ella tenía otras cosas que hacer en el cielo y que no estaría tanto.
A instancias de los niños, Jim va a la casa de Lauren para darle flores, solo para encontrar a su exmarido Mark allí. Tyler se emociona al ver a Jim y quiere jugar a la pelota; Mark intimida a Jim para que se vaya, luego abandona a Tyler para responder a una citación del trabajo. Mark intenta hacer algo con Lauren, pero ella rechaza sus avances debido a su continuo fracaso en ser un buen padre, además de que tuvo una aventura durante su matrimonio.
Lauren y Brendan van a apoyar a Tyler en su próximo juego de béisbol, junto con Jen y Dick, con quienes Jen ha resuelto las cosas, y sus cinco hijos. Mark no viene al juego. Jim y sus hijas llegan para mostrar ánimo, inspirando a Tyler a golpear la pelota como Jim le había enseñado en África. Jim luego encuentra a Lauren y admiten que quieren estar juntos, y finalmente se besan, para felicidad de sus hijos, quienes se dan cuenta de que ya son una familia mezclada.

## Reparto
- Adam Sandler como Jim Friedman.
- Drew Barrymore como Lauren Reynold
- Bella Thorne como Hilary (Larry) Friedman, la hija de Jim.
- Emma Fuhrmann como Espn Friedman, la hija de Jim.
- Alyvia Alyn Lind como Lou Friedman, la hija de Jim.
- Braxton Besdeham como Brendan, el hijo de Lauren
- Kyle Red Bernstein como Tyler, el hijo de Lauren
- Terry Crews como Nickens.
- Kevin Nealon como Rafe.
- Jessica Lowe como Ginger.
- Zak Henri como Jake.
- Wendi McLendon-Covey como Jen.
- Joel McHale como Mark Reynolds.

Además, Shaquille O'Neal aparece como Doug; Dan Patrick, presentador de SportsCenter de ESPN desde hace mucho tiempo, aparece como Dick; la superestrella de la Selección de críquet de Sudáfrica, Dale Steyn, se interpreta a sí mismo; Lauren Lapkus aparece como Tracy, la niñera; Mary Pat Gleason aparece como cajera de farmacia; Allen Covert y Alexis Arquette hacen cameos repitiendo sus papeles como Ten Second Tom y Georgina de 50 First Dates y The Wedding Singer, respectivamente. La madre, esposa e hijas de Sandler, Judith, Jacqueline, Sunny y Sadie Sandler, salen en la película, así como su sobrino Jared Sandler.
En el film también aparece el grupo vocal sudafricano Lady Smith Black Mambazo, que pese a llevar ya más de 10 discos editados, se hicieron famosos en el mundo entero por participar en el disco Graceland, de Paul Simon.

## Rodaje
Blended se rodó principalmente en Sun City, Sudáfrica; algunas de las escenas también se filmaron cerca de Lake Lanier, Buford y Gainesville en Georgia. Warner Bros. la película fue coproducida con Happy Madison Productions.

### Lanzamiento
El primer tráiler de la película fue estrenado el 17 de diciembre de 2013, seguido de otro tráiler el 3 de abril de 2014.
La película se estrenó el 23 de mayo de 2014.